# Цанко Доленски
Цанко Алипиев Доленски е български офицер, генерал-майор.

## Биография
Роден е на 1 декември 1949 г. в благоевградското село Плетена. Завършва Висшето народно военно училище във Велико Търново през 1970 г. На 12 септември 1995 г. е назначен за заместник-командващ Първа армия. На 26 юни 1996 г. е освободен от длъжността заместник-командващ Първа армия и назначен за заместник-командир на Първи армейски корпус по бойната подготовка. На 19 август 1996 г. е освободен от длъжността заместник-командир на Първи армейски корпус по бойната подготовка и назначен за началник на управление „Военна полиция“ на ГЩ, считано от 1 септември 1996 г. На 22 април 1997 г. е освободен от длъжността началник на Управление „Военна полиция“ на ГЩ на БА и назначен за командир на Първи армейски корпус. На 7 юли 2000 г. е удостоен с висше военно звание генерал-майор, освободен от длъжността командир на Първи армейски корпус и назначен на същата длъжност. На 25 април 2003 г. е освободен от длъжността заместник-началник на Главния щаб на Сухопътните войски по подготовка на войските. През 2010 и 2011 г. е проверяван за принадлежност към Държавна сигурност и разузнаването на българската армия. През 2016 г. е обявен за Почетен гражданин на община Сатовча.
Почива на 24 август 2024 г. Погребан е в родното си село Плетена.